# نادي القتال
نادي القتال (بالإنجليزية: Fight Club) هو فيلم أمريكي صدر عام 1999 مبني على رواية تشاك بولانيك التي تحمل نفس الاسم ومن إخراج ديفيد فينشر، وبطولة براد بيت، وإدوارد نورتون، وهيلينا بونهام كارتر. يلعب نورتون دور البطل الذي لم يُذكر اسمه، رمزًا لأي شخص تقليدي ساخط على وظيفته المكتبية. يقوم بتشكيل نادي القتال مع صانع الصابون تايلر ديردن، لينضم إليهم رجال آخرين يريدون القتال للترويح عن أنفسهم. يتورط الراوي في علاقة مع ديردن والمراة الفاسقة، مارلا سينغر، التي لعبت دورها الممثلة بونام كارتار.
اُختيرت رواية بولانيك من قبل منتجة شركة تونتيث سينتشوري فوكس لورا زيسكين التي وظفت جيم أولس لكتابة نص الفيلم. كان فينشر أحد المخرجين الأربعة الذين تم أخذهم بعين الاعتبار؛ وقد تعاقدوا معه بسبب حماسه للفيلم. طور فينشر النص مع أولس وطلب المشورة حول كتابة السيناريو من طاقم الممثلين وغيرهم في مجال صناعة السينما. قارن المخرج والممثلين الفيلم بـ فيلم Rebel Without a Cause وفيلم The Graduate. قَصد فينشر بأن يكون العنف في الفيلم بمثابة رمز للصراع بين جيل الشباب والقيم الإجتماعية للإعلان؛ وقد نسخ المخرج النغمة التوافقية للمثليين من رواية بولانيك ليجعل المشاهدين غير مرتاحين ومنعهم كذلك من توقع النهاية المفاجئة.
لم ينل الفيلم إعجاب المديرين التنفيذين في الإستديو فأعادوا بناء حملة فينشر التسويقية في محاولة للحد من الخسائر المتوقعة. فشل الفيلم في تلبية توقعات الإستديو في شباك التذاكر وتلقى ذلك ردود فعلٍ مستقطبة من النقاد. تم اعتبار الفيلم كأحد أكثر الأفلام ضجة وإثارة للجدل عام 1999. ومع ذلك فإن الفيلم لاقى نجاحاً تجارياً ونقديا مع إصدار الأقراص الرقمية (DVD)، الأمر الذي رسّخ مكانة نادي القتال كأحد أكثر الأفلام شعبيةً بين الجماهير.

## القصة
الراوي (نورتون) الذي لم يذكر اسمه، وهو موظف دائم السفر في شركة سيارات يُعاني من الأرق. يرفض طبيبه وصف دواءٍ له وينصحه بزيارة مجموعة دعم ليشهد قصص المعاناة الأشد ألما. يحضر الراوي مجموعة دعم لضحايا سرطان الخصية ويتظاهر بما يدفعهم للاعتقاد بأنه ضحية فيجد أن تحرير عاطفته وإطلاقها يخفف من أرقه. فيصبح مدمناً على حضور مجموعات الدعم والتظاهر بكونه ضحية، ولكن وجود مُحتالة آخرى، مارلا سينغر (بونهام كارتر)، يُزعجه، فيتفاوض معها لتجنب حضورهم سوياً في نفس المجموعات.
بعد عودته من رحلة عمل، يجد الراوي شقته مدمرة بسبب انفجار. فيتصل بتايلر ديردن (بيت)، بائع الصابون الذي أصبح صديقه على متن الطائرة، فيتقابلان في حانة. تؤدي محادثتهما حول النزعة الاستهلاكية إلى دعوة تايلر للراوي أن يبقى في منزله، فينتقل الراوي لاحقا إلى منزل تايبر المُتهالك بشكل دائم. خارج الحانة، يطلب تايلر من الراوي أن يضربه لينخرطا في عراك بالأيدي، المزيد من المعارك خارج الحانة تجذب حشودً متزايدة من الرجال. تنتقل المعارك لاحقا إلى قبو إحدى الحانات حيث يُشكل الرجال «نادي القتال»، فرصة روتينية للقتال من اجل الترويح عن أنفسهم.
تتعاطى مارلا جرعة زائدة من أقراص الدواء وتتصل الراوي طلباً للمساعدة؛ فتجاهلها، لكن تايلر يُجب على إتصالها وينقذها. بعد ذلك يصبح تايلر ومارلا في علاقة جنسية، ويحذر تايلر الراوي من الحديث مع مارلا عنه. يتم إنشاء العديد من نوادي القتال في أنحاء البلاد والتي تُصبح، تحت قيادة تايلر، مُنظمة ضد المادية وضد الشركات إسمها «مشروع الفوضى». يشتكي الراوي لتايلر بإنه يريد أن يكون أكثر انخراطاً بالمنظمة، لكن تايلر يختفي بشكلٍ مفاجيء. عندما تقتل الشرطة أحد أعضاء مشروع الفوضى أثناء عملية تخريب فاشلة، يقوم الراوي بمحاولة إغلاق المشروع فيتتبع جدول سفريات تايلر لإيجاده. في مدينة أخرى، يقوم أحد أعضاء المنظمة بتحية الراوي باسم تايلر ديردن. يتصل الراوي بمارلا من غرفته بالفندق ليكتشف أن مارلا أيضا تعتقد بانه هو تايلر ديردن، فجأة يرى الراوي تايلر في غرفته، فيوضح تايلر له بأنهما شخصيتين منفصلتين في الجسم نفسه. عندما كان الراوي نائما باعتقاده، كان تايلر في الواقع يتحكم بجسمه.
يُغمى على الراوي بعد المحادثة. عندما يستيقظ يكتشف من سجل هاتفه بأن تايلر أجرى اتصالات أثناء إغمائه. يكتشف خطة تايلر لمحو الدين عبر تدمير المباني التي تحتوي على سجلات شركات بطاقات الائتمان. يحاول الراوي أن يتصل بالشرطة لكنه يجد بأن الضباط هم أعضاء في المشروع. يحاول نزع المتفجرات الموجودة أحد المباني، لكن تايلر يُخضعه ويأخذه للطابق العلوي. يُدرك الراوي، المعتقل من قبل تايلر تحت تهديد السلاح، بأنه إذا كان يتقاسم نفس الجسم مع تايلر، فأنه في الحقيقة هو نفسه الممسك بالسلاح. يطلق النار في فمه من خلال الخد دون أن يقتل نفسه. ينهار تايلر بوجود جرح خارجي من الجهة الخلفية من رأسه، ثم توقف الراوي عن إسقاطه ذهنياً. بعد ذلك، تُحضر مجموعة من أعضاء مشروع الفوضى مارلا المخطوفة إليه، ظننا منهم بأنه تايلر، ثم يُغادرون. تنفجر المتفجرات وتنهار المباني، بينما يُشاهد الراوي ومارلا مشهد الانهيار متشابكا الأيدي.

## المواضيع
قال فينشر أن نادي القتال كان من الأفلام التي تُمثل مرحلة البلوغ، مثل فيلم الخريج عام 1967 ولكنه موجه لمن هم في الثلاثينات. قد وصف فينشر الراوي بالرجل العادي، عُرفت الشخصية في النص باسم «جاك» ولكنها تُركت من دون اسم في الفيلم. وقد لخص فينشر خلفية الراوي بقوله: «كان يحاول يطبق كل شيء تعلمه، وحاول أيضاً أن ينسجم مع العالم عبر كونه شيئاً مختلفاً عن ذاته الحقيقية». لم يستطع الراوي إيجاد السعادة لذا سافر على طريق التنوير. وكان يتوجب عليه «قتل» والديه وإلهه ومعلمه؛ وفي بداية الفيلم كان قد قتل والديه، ومع تايلر ديردن قتل إلهه بفعل أشياءٍ لم يكن من المفترض فعلها ولإكمال عملية النضج كان على الراوي قتل معلمه، تايلر ديردن.
| "نحن خلقنا لنكون صيادين ولكننا نعيش في مجتمع للتسوق؛ لا يوجد أي شيء للقتل بعد الآن، لا شيء لنقاتله، ولا شيء لنهزمه، ولا شيء لنستكشفه. في هذا المجتمع العاجز خُلق هذا الرجل العادي (الراوي)". |
| —ديفيد فينشر |

الشخصية في التسعينات عكست الصورة البدائية لخريجي الجامعات:" شخص لا يملك عالماً متعدد الخيارات أمامه، ليس لديه إمكانيات، هو حرفياً غير قادر على إيجاد طريقة لتغيير حياته" هو مشوش وغاضب، لذلك يستجيب لبيئته من خلال خلق شخصية (تايلر دوردين) الشخصية الخارقة النيتشوية (الفلسفية) في ذهنه، وعلى الرغم من أن تايلر هي الشخصية التي يريد الراوي أن يكونها، إلا أن تايلر ليس متعاطفاً مع الراوي ولا يساعده على مواجهة القرارات في حياته "والتي تكون معقدة ولها آثار معنوية وأخلاقية،" وقد وضح فينتشر أن "تايلر يستطيع التعامل مع مفاهيم الحياة بطريقة مثالية، ولكن ذلك ليس له أي علاقة بالتنازل عن الحياة الحقيقية التي يعرفها أي شخص، مما يعني أنك لست ضرورياً حقاً لكثير مما يجري الحياة الآن، فكل شيء قد بُني، وكل شيء عليه أن يعمل فقط؛ وحينما كان المدراء التنفيذين للاستوديو قلقين أن نادي القتال كان يمكن أن يكون "وجه شر ومثيرِ للفتنة" سعى فينتشر لجعله "فكاهياً ومثيراً للفتنة" وذلك بإدخال روح الدعابة للتخفيف من عنصر الشر.
وصف اولس الفيلم بأنه «كوميدي رومانسي»، موضحاً، «لنص الفيلم صلة بتصرفات الشخصيات تجاه العلاقة الجيدة، والتي تحتوي على الكثير التصرفات التي تبدو غير صحيحة وقاسية بين الطرفين ولكنها في الواقع تجدي نفعا معهم؛ لأن كلا الشخصيتان مضطربتان نفسياً». يسعى الراوي للعلاقة الحميمية مع مارلا سينغر لكنه يتجنب ذلك لأنه يرى الكثير من ذاته بها. في الوقت الذي تمثل فيه مارلا الإغراء وسلبية بالنسبة للراوي، يختار الراوي الحداثة والإثارة المصاحبة لصداقته مع تايلر. كان يشعر الراوي بالراحة كونه متصل شخصياً بتايلر لكنه يصبح غيورا عندما يدخل تايلر في علاقة جنسية مع مارلا. عندما يتجادل الراوي مع تايلر بشأن صداقتهما، يقول تايلر أن الصداقة بينهما هي أمرٌ ثانوي بالنسبة لمواصلة الفلسفة التي يكتشفانها. يقترح تايلر أيضا القيام بشيء ما بخصوص مارلا، مما يعني أنها تشكل خطراً يجب التخلص منه. عندما يقول تايلر ذلك، يدرك الراوي أنه كان ينبغي عليه التركيز على مارلا منذ البداية ليبدأ بعدها في الابتعاد من طريق تايلر.
الراوي غير الموثوق لم يدرك في البداية أن تايلر ديردن ناشيء من ذاته وما هو إلا عبارة عن إسقاطٍ ذهني. أيضاً وعن طريق الخطأ كان يروج أندية القتال كوسيلة للشعور بالقوة، على الرغم من أن الحالة الجسدية للراوي ساءت مع تحسن مظهر تايلر دوردن. لكن رغبة تايلر بـ «تجارب حقيقية» من القتال الفعلي كانت تشبه رغبات الراوي في البداية، لكنه يُظهر موقف منعدم ورافض ومدمر للمؤسسات وأنظمة القيم. طبيعة تايلر المندفعة كانت تمثل هويته حيث كان يظهر تصرفات مغرية ومحررة للراوي ولأعضاء مشروع الفوضى. مبادرات تايلر وطرقه أصبحت مجردة من الإنسانية. حيث كان يصدر أوامر لأعضاء مشروع الفوضى من مكبر الصوت بطريقة مشابهة لمديري مخيمات إعاده التعليم الصينية.في النهاية ينسحب الراوي من تايلر ويصل لمكان منتصف بين ذاتيه المتعارضتين.
| "قررنا في وقت مبكر أن أبدأ بتجويع نفسي طالما أن الفيلم مستمر، بينما يقوم براد بيت بالتمارين والتنقل بين أسرة تسمير الجلد؛ كان يوماً بعد يوم يقترب من المثالية بينما كنت أتجه نحو الضياع". |
| —إدوارد نورتون |

وقال إدوارد نورتن: " أنا حقاً أشعر بأن نادي القتال هذا على أية حال.. يسبر غوار اليأس والعجز الذي يشعر به الناس الذين توارثوا هذه المبادئ من خلال الإعلام والإعلانات." وقال براد بيت: "نادي القتال ليس إلا استعارة عن حاجتنا إلى دفع الحواجز التي نخلقها حولنا ومن ثم نمضي قدماً، وبذلك نستطيع أن نجرب طعم الألم للمرة الأولى." وفيلم نادي القتال يوازي تقريبا فيلم عام 1955 (ثائر بلا قضية) كلاهما يستقصي إحباط الناس الذين يعيشون على هذا النمط. كما أن الشخصيات قاسوا العجز المجتمعي واختزلوا إلى ما يسمى ب "جيل المستهلكين المتفرجين" حيث تعرّف ثقافة الإعلانات "المؤشر الخارجي للسعادة" أنها السبب في المطاردة غير الضرورية للأشياء المادية والتي تحل محل السعي الحقيقي والجوهري للسعادة الروحية. كما تمت الإشارة في الفيلم إلى عدد من العلامات التجارية مثل كالفن كلاين، وايكيا، وسيارات فولكس واجن نيو بيتل، حيث قال نورتن عن سيارة البيتل: " نحن حطمناها؛ لأنها تمثل المثال التقليدي للخطة التسويقية لجيل مواليد الخمسينات والتي عادت لنا مجدداً." وكذلك تُظهر التأثيرات المرئية شقة البطل امتلاكه للعديد من أمتعة ايكيا، حيث وصف المخرج فينشر انهماك البطل بأنها "فكرة العيش في هذا
المفهوم الخادع والكاذب للسعادة." كما وضح براد بيت هذا التنافر، "أعتقد أن هناك آلية دفاع داخلية تبعدنا عن أي ارتباط صادق بمشاعرنا الحقيقية، ورغم أننا نشأنا مع نوادي الكرة ولكننا لم نشارك في اللعب بها يوما، نحن قلقون ومهتمون حيال الفشل والنجاح وكأن هاذان الشيئان فقط هما ما يلخصان النهاية."
العنف في الأندية القتالية لا تشجع أو تمجد القتال الجسدي، ولكن للمشاركين تجربة الشعور في مجتمع حيث هم مشلولون. تعتبر المعارك بشكل ملموس كمقاومة بدافع أن «تنعم» بالمجتمع. يعتقد نورتون بأن القتال بين الرجال يجردهم من الخوف والألم والاعتماد على الذات، وتركهم يجربون أشياء قيمة. عندما تتطور المعارك إلى العنف الثوري. والفيلم يقبل نصف الثورة من قبل تايلر دورن (Tyler Durden)، انسحب المتحدث ورفض أفكار دورن فنشر بالتفصيل، «أنا أحب هذه الفكرة حيث بإمكانك (Fascim) دون تقديم أي اتجاه أو حل. ليست هي النقطة من (fascism) أن أقول، 'أهذا هو الطريق الذي يجب أن نسير'؟ لكن هذا الفيلم لا يمكن أن يكون أبعد عن تقديم أي نوع من الحلول».

## الإنتاج

### التطوير
نشر تشاكي بلاهنك رواية نادي القتال في عام 1996.وقبل نشرها ارسلت شركة تونتيث سينتشوري فوكس للكتاب الكشفية دليلا للوحة حروف الطباعة من الرواية إلى الإبداعي التنفيذي كيفن ماكورميك كلفت السلطة التنفيذية قارئ الاستوديو لمراجعة إلاثبات كمرشح لفيلم التكيف، ولكن القارئ ثبط ذلك . إرسال ماكورميك الدليل للمنتجين الورنس بندر والفن لذين رفضوا ذلك سرى المنتجان جوش وروس يبل ان الفائدة محتملة . وقد رتبت كقارء شاشة غير مدفوع مع الجهات الفاعلة لتحديد طول في البرنامج النصي، واستمرت القراءة أولية ست ساعات . قسم المنتجين النص إلى اقسام لتقليل وقت العمل، واستخدموا سيناريو أقصر لتسجيل الحوار .أرسلت بيل تسجيلا للورا رئيسة قسم فوكس عام 2000الذين استمعوا إلى الشريط واشترت حقوق لمكافحة نادي بلاهنوك بقيمة 10,000 دولار.
في البداية فكّر زيسكين في التعاقد مع بوك هنري لكتابة العمل المقتبس، حيث وجد أن Fight club مشابهاً لفيلم
The Graduate الذي أنتج عام 1967م والمقتبس من قبل هنري وعندمًا قام كاتب السيناريو الجديد جيم يولس بالضغط على دونن وبيل للحصول على الوظيفة، أختاره المنتجون إلى جانب هنري تعاقد بيل مع أربعة مخرجين لإخراج الفيلم. وكان يعتبر أن بيتر جاكسون هو أفضل خيار إلا أن الأخير كان مشغولاً جداً بتصوير فيلم 1996
The frighteners
في نيوزلندا. تلقى برايان سينغر الكتاب لكنه لم يقرأه. التقى داني بويل ببيل وقرأ الكتاب لكنه سعى إلى فيلم آخر. ديفيد فينتشر، الذي قرأFight club حاول أن يشتري الحقوق بنفسه، تحدث مع زيسكين حول إخراج الفيلم وقد تردد في قبول المهمة مع شركة th Century Fox2 في البداية لأنه كان قد مرّ بتجربة غير سارّة مع استوديوهاتها أثناء إخراج فيلم Alien 3 عام 1992. ولكي يعيد إصلاح العلاقة مع الاستوديو، التقى بزيسكين ومدير الاستوديو بيل ميكانيك في أغسطس عام 1997م، أعلنت شركة 0th Century Fox2 أن فينتشر سيخرج الفيلم المقتبس من Fight club.

### اختيار طاقم التمثيل
تقابل المنتج روس بيل مع الممثل راسل كرو لمناقشة ترشيحه لدور تايلور ديردن. قابل المنتج آرت لينسن، الذي انظم إلى المشروع متأخراً، براد بيت لمناقشة نفس الدور. كان لينسن المنتج الأقدم، لذلك قرر الاستديو ضم براد بيت عوضاً عن كرو. وكان براد بيت يبحث عن فيلم جديد بعد فشل Meet Joe Black في السوق الأمريكي عام 1998، وقد آمن الاستوديو بأن نادي القتال سيكون ناجح تجارياً إذا ضَم نجم كبير. وقع الاستديو مع براد بيت وعرضوا عليه أجر قدره 17.5 مليون دولار.
لدور الراوي، أراد الاستوديو «نجم ذو جاذبية» مثل مات ديمون من اجل زيادة الآفاق التجارية للفيلم، كما أُخذ شون بن بعين الاعتبار. لكن فينشر أراد إدوارد نورتون للدور بناءً على أدائه في فيلم الشعب ضد لاري فلينت عام 1996.
أرادت استديوهات أخرى نورتون للمشاركة في أفلام منها السيد ريبلي الموهوب ورجل على القمر. تم اختيار نورتون للمشاركة في Runaway Jury لكن الفيلم لم يصل لمرحلة الإنتاج آنذاك. عرضت 20th Century Fox عليه 2.5 مليون دولار لجذبه إلى نادي القتال. لم يستطع نورتون قبولالعرض مباشرةً لأنه كان مدينا لشركة صور باراماونت بفيلم؛ لذلك اضطر لتوقيع عقد مع باراماونت يُلزمه بالظهور في أحد أفلامها المستقبلية بأجرٍ أقل (أوفى نورتون بالتزامه معهم عندما ظَهر في فيلم المهمة الإيطالية في 2003).
في يناير، 1998 أعلنت 20th Century Fox بأنه قد تم اختيار براد بيت وإدوارد نورتون للفيلم. استعد الممثلين لأدوارهم بأخذ دروس في الملاكمة، التايكوندو، وصناعة الصابون. تبرع بيت بالذهاب لطبيب الأسنان من اجل قص جزء من أسنانه الأمامية لكي لا تكون أسنان ديردن مثالية. تم استعادة الأجزاء المقصوصة لاحقا بعد انتهاء التصوير.
خيار فينشر الأول لدور مارلا سينغر كان جانين غاروفالو، التي اعترضت على المحتوى الجنسي في الفيلم. فَكر المنتجون بكورتني لوف ووينونا رايدر لدور مارلا في المراحل الأولى. أراد الإستوديو ريس ويذرسبون، لكن فينشر اعترض بسب عدم تناسب صِغر سنها مع شخصية مارلا. اختار في النهاية بونام كارتر بناءً على أدائها في فيلم أجنحة الحمامة عام 1997.

### كتابة النص
بدأ كاتب السيناريو جيم اولس بالعمل على مسودة النص المقتبس في وقت مبكر، والتي لم تحتوي على التعليق الصوتي للراوي بسبب نظرة صناع الأفلام في ذلك الوقت لهذه التقنية بأنها«مبتذلة ومملة». عندما إنضم فينشر للفيلم، اعتقد بأن الفيلم يجب أن يحتوي على تعليق الراوي الصوتي، معتقدًا بأن فكاهة الفيلم تأتي من صوت الراوي. وصف المخرج الفيلم بدون التعليق الصوتي بأنه «حزين ومثير للشفقة». نَقح فينشر واولس النص لمدة ستة إلى سبعة أشهر وبحلول عام 1997 أصدروا مسودة النص الثالثة بعد إعادة ترتيب القصة واستبعاد بعض العناصر الرئيسية. عندما إنضم براد بيت لطاقم العمل؛ أبدى قلقه لأن شخصيته، تايلر ديردن، كانت ذات بُعدٍ واحد بشكل كبير. طلب فينشر مشورة الكاتب والمخرج كاميرون كرو الذي اقترح إعطاء الشخصية طابعًا أكثر غموضًا. وظف فينشر أيضًا كاتب السيناريو أندرو كيفن ووكر لتقديم المساعدة. دعى المخرج كلا من بيت ونورتون للمساعدة في تنقيح النص، حيث صاغت المجموعة خمسة مسودات منقحة من النص في غضون سنة.
اشاد تشاك بولانيك بالاقتباس المُخلص لروايته، واُعجب بحبكة الفيلم التي كانت أكثر تنظيماً من الكتاب. إستذكر بولانيك نقاش الكُتّاب الذين كانوا يتناقشون حول ما إذا كان مشاهدو الفيلم سيصدقون مُنعطف الحبكة كما في الرواية. أيّد فينشر فكرة، قائلاً: «لو قبلوا كل شيء حتى هذه المرحلة، فسيقبلون منعطف الحبكة. إن كانوا لا يزالون في صالة العرض، فسيبقون»> تضمنت رواية بولانيك أيضاً تضمينات متعلقة بالمثلية، والتي ضمنها المخرج في الفيلم لجعل المشاهدين غير مرتاحين ولإبراز مفاجأة في انعطافات الفيلم. مشهد الحمام حيث يَستحم تايلر ديردن إلى جانب الراوي هو مثال على هذه التلميحات؛ عبارة ديردن «أتسائل إن كانت إمراة أخرى هي الجواب الذي نحتاجه بالفعل،» كان المقصود منها الإشارة إلى المسؤولية الشخصية وليس إلى المثلية الجنسية. مثال آخر في مشهد بداية الفيلم الذي يقوم فيه تايلور بوضع فوهة البندقية أسفل فم الراوي.
يجد الراوي الخلاص في نهاية الفيلم عن طريق رفض جدلية تايلر ديردن، وهو المسار الذي اختلف عن نهاية الرواية التي وُضِع فيها الرواي في مصحة عقلية. وجد نورتون تشابه بين الخلاص في الفيلم والخلاص في فيلم The Graduate، مشيراً إلى أن بطلي الفيلم وجدا حلاً وسط بين نزاعهما الداخلي. اعتبر فينشر الرواية مفتونة جدا بتايلر ديردن لذلك قام بتغيير النهاية للابتعاد عنه، قائلا «أردت أن يحب الناس تايلر ولكنني أردت منهم أيضاً أن يتقبلوا هزيمته».

### التصوير السينمائي
استخدم فينتشر صيغة Super 35 لتصوير فيلم Fight club لأنها منحته أقصى مرونة لتكوين اللقطات. وقد استعمل جيف كرونويث كمصوّر سينمائي؛ والد كرونويث، جوردن كرونويث، كان مصورا سينمائيا وقد عمل مع فينتشر في تصوير فيلم Alien 3 الذي أُنتج عام 1992م لكنه توقف في منتصف الطريق خلال إنتاج الفيلم بسبب إصابته بمرض باركينسون. استكشف فينشر الأنماط المرئية في أفلامه السابقة Seven و The Game، وقد قام هو وكرونويث باستخراج عناصر من هذه الأنماط لفيلم Fight Club
اختاروا تطبيق النمط الصارخ لإظهار الناس بطابع برّاق. كانت مشاهد الراوي جميلة وواقعية من غير ظهور تايلر ديردين . وصف فينشر مشاهد تايلر بأنها «تحمل واقعاً حقيقياً، وأحاسيساً مفككة واستعاراتٍ بصرية لما يواجهه الراوي.» ووظف صناع السينما ألوان قوية في الملابس، والماكياج، والاتجاه الفني. وضع لهيلينا بونهام كارتر مكياج لامع وذلك لإظهار شخصيتها كشخصية عديمة الرومانسية. وشد انتباه كل من فينشر وكرونويث تأثيرات الفيلم الأمريكي الرسم على الجدران في عام 1973 التي تطبق الشكل العادي للمشاهد الخارجية لكنها تحوي مجموعة واسعة من الألوان في نفس الوقت.
واستفاد طاقم التصوير من الضوء الطبيعي والعملي في مواقع التصوير. سعى المخرج إلى البحث عن أساليب مختلفة لأجهزة الإضاءة، مثل: اختيار عدة مناطق متحضرة لإضاءة المدينة 'التأثيرات الخاصة وخدع التصوير' الخلفيات. واستغل كلاً من الطاقم والمخرج إضاءة المصابيح الفلورية في مواقع العمل الأخرى للحفاظ على عنصر من الواقع وإلقاء الضوء على أطراف اصطناعية تصور إصابات الشخصيات.
ومن ناحية أخرى، أكد فينشير Fincher أن المشاهد لم تكن إضاءتها قوية حتى تتضح عيون الشخصيات ، نقلاً عن تقنية تصوير غوردون ويليس Gordon Willis واعتبارها عامل مؤثر.
كان معظم تصوير الفيلم في الليل وصورت بعض اللقطات عمدًا خلال النهار في الظل.
جهزَ الطاقم الطابق السفلي مع استخدام مصابيح غير مكلفة لصنع توهج بالخلفية.
فينشر Fincher كمصور أنيق تجنب تصوير مشاهد القتال في وقت مبكر في القبو وبدلاً من ذلك وضع الكاميرا في وضع ثابت.
في مشاهد قتال أخرى، نقل Fincher فينشر الكاميرا من المشاهد البعيدة إلى مشاهد المقاتلين.
وقد نظمت مشاهد مع Tyler Durden تايلر دوردن لإخفاء أن الشخصية كانت (mental projection) لكاتب لم يذكر اسمه. تم عدم تصوير الشخصية في لقطتين مع مجموعة من الناس كان يظهر Tyler تايلر على جانب المشاهد حيث أن تايلر أعطى الراوي أفكاراً محددة للتلاعب في الكواليس.

### التصوير
وضع مديري الإستوديو التنفيذيين ميكانيك وزيسكن ميزانية أولية قدرها 23 مليون دولار للفيلم، ولكن مع بداية الإنتاج تم زيادة الميزانية لتصبح 50 مليون دولار. تم دفع نصف المبلع من قِبل Regency Enterprises. مع بداية التصوير إزدادت الميزانية إلى 67 مليون دولار. طَلب رئيس Regency Enterprises آرون ميلشن من فينشر تقليل التكاليف بمقدار 5 ملايين دولار على الأقل. رفض فينشر طلبهم. فقام بتهديد ميكانيك بأن تقوم Regency Enterprises بسحب تمويلها للفيلم. استعاد ميكانيك دعم ميلشن عبر إرسال أشرطة ليوميات تصوير الفيلم. بعد مُشاهدة 3 أسابيع من عمليات التصوير أعاد ميلشن الدعم المادي للفيلم. كانت الميزانية النهاية 63 مليون دولار.
كانت مشاهد القتال مُصممة بدقة، لكن طُلب من الممثلين بأن يكنوا وافعيين بعض الشيء في هذه المشاهد من اجل الحصول على لقطات واقعية في مشاهد الضرب العنيفة. درست مسؤولة المكياج، جولي بيرس، والتي عملت سابقا مع فينشر في اللعبة (1997)، فنون القتال المختلطة ونزالات الملاكمة من اجل تصوير المقاتلين بدقة. ارتدى ميت لوف، عضو نادي القتال ذو الأثداء الكبيرة، سترة وزنها 40 كيلوغرام لتجسيد الشخصية، وإرتدى أيضا أحذية عالية طولها 20 سنتيمتر خلال مشاهده مع نورتون ليبدو أطول منه.
استمر التصوير 138 يومً. استنفذ خلالها فينشر 1500 بكرة أفلام، ثلاثة أضعاف الكمية المُستخدمة في تصوير أي فيلم عادي. تم تصوير الفيلم في أجزاء من لوس أنجلوس وفي مواقع مبنية في مدينة سينشري. بنى مُصمم الإنتاج أليكس مكدويل أكثر من 70 موقع تصوير. تم بناء الهيكل الخارجي لمنزل تايلر دوردن في ويلمينغتون، لوس أنجلوس، بينما تم بناء الهيكل الداخلي داخل أحد مباني التصوير في موقع الأستوديو. اُعطي الهيكل الداخلي مظهرً متهالك ورَث من اجل عَكس عالم شخصيات الفيلم. في النهاية اشتملت عملية الإنتاج 300 مشهد و200 موقع بالإضافة لمؤثرات خاصة معقدة. قارن فينشر نادي القتال بفيلمه السابق غرفة الذعر قائلا: «شعرت بأنني أمضي كل وقتي اشاهد شاحنات المعدات تقوم بتحميل وتفريغ المعدات لأتمكن من تصوير 3 جُمل من الحوار فقط، لقد كان هناك الكثير من التنقل خلال التصوير».

### التأثيرات البصرية
استاجر مشرف التأثيرات البصريـة كيفن تود هوغ والذي كان يعمل لحسابه على اللعبة لخلق تأثيرات بصرية لنادي القتال. وعيّن هوغ فنانين وخبراء للتأثيرات البصرية من مختلف المنشآت التي تعالج أنواعًا مختلفة من التأثيرات البصرية، مثل: نمذجة السي جي، والرسوم المتحركة والتركيب والمسح الضوئي.
ووضح هوغ «بأننا اخترنا أفضل الأشخاص من كل جانب من جوانب آثار العمل، ثم تظافرت جهودهم، وبهذه الطريقة لم نتهاون أبدًا مع ضعف المنشآت».
وتصوّر فينشر نظرة الراوي من خلال «عين العقل» وهيكلة إطار قصير النظر لجماهير الفلم، كما استخدم فينشر أيضا لقطات للتحدي الرئيسي- طلقات ومشاكل الوحدة والتأثيرات البصرية- كوسيلة حل لتجنب وقوع الأخطاء خلال التصوير الفعلي.
ومقدمة الفيلم عبارة عن مادة مركبة من المؤثرات البصرية مدتها تسعون ثانية تصوّر ما بداخل دماغ الراوي على مستوى مجهري؛ تنسحب الكاميرا إلى الخارج، بحيث تبدأ من مركز خوفه وتتبع عمليات التفكير التي حرّكها باعث الخوف لديه. خُصصت لهذه المقدمة التي صمم فينتشر جزءً منها ميزانية منفصلة عن بقية الفيلم، لكنها مُنحت للأستوديو في شهر ينايرعام 1999. وقد تعاقد فينتشر للعمل على هذه المقدمة مع شركة Digital Domain واستعان بكيفن ماك وهو مشرف المؤثرات البصرية في الشركة والذي فاز بجائزة الأوسكار للمؤثرات البصرية في فيلم What Dreams May come الصادر عام 1998.
صممت الشركة الدماغ المولّد بالحاسوب باستخدام L-System كما صمّمت التفاصيل باستخدام تعبئة قامت بها الرسامة الطبية كاثرين جونز. مشاهد التراجع من داخل الدماغ إلى خارج الجمجمة والتي تتضمن الخلايا العصبية ومكامن الفعل وبصيلات الشعر. أوضح هوغ الضرورة الفنية التي صورها فينتشر مع اللقطة بقوله: «على الرغم من أنه كان يريد أن يبقي قطعة الدماغ تبدو مثل تصوير المجهر الإلكتروني، ذلك المظهر كان لابد أن يقترن بشعور الغوص الليلي – رطب، مخيف، وبعمق منخفض للمجال.» تم إنجاز عمق المجال السطحي باستخدام عملية تتبع الإشعاع.
مؤثر بصري آخر يتضمن مشهداً مبكراً للكاميرا؛ تمر فيه عبر شوارع المدينة لتعرض المعدات المدمرة ملقاة في موقف سيارات تحت الأرض.
المشهد عبارة عن عرض ثلاثي أبعاد لما يقارب 100 صورة لمدينة لوس أنجلوس وسنشري
سيتي ؛ قام بالتقاطهم المصور مايكل دوقلاس ميدلتون.
المشهد الأخير من هدم مبنى مكاتب بطاقات الائتمان تم تصميمه من قبل ريشتارد بيلي من (إيميج سافانت)؛
وقد عمل بيلي أكثر من 14 شهراً على هذا المشهد 39
في منتصف الفيلم، أشار تايلر دوردن إلى علامة تلقب بـحرق السجائر في الفيلم تشير للجمهور.
الفيلم يعكس الواقع الموضوعي إلى حد ما الذي كانموجوداً سابقاً؛ المخرج أوضح ذلك قائلاً: وكأن جهاز عرض الفيلم قد تخطى لقطة التحول ولم يعرضها مما يجعل المشاهدين ينظرون للفيلم بنظرة جديدة كلياً"

### الموسيقى التصويرية
كان فينشر قلقاً من أن الفِرَق الموسيقية ذوي الخبرة في تأليف موسيقى الأفلام لن تكون قادرة على ربط موضوعات الفيلم معاً، لذلك بَحث عن فرقة لم تؤلف موسيقى لفيلم سابقا؛ اختار في البداية فرقة راديوهيد، لكنه اختار في نهاية المطاف ثنائي البريك بيت داست برزرذ لإنتاج موسيقى الفيلم. أنتج الثنائي موسيقى حديثة مكونة من قرع الطبول وموسيقى إلكترونية، وعينات مُنتجة بواسطة الكمبيوتر. شرح مايكل سيمبسون، من داست برزرذ، طبيعة الموسيقى قائلا: «أراد فينشر شق طريقٍ جديدة كليا في جميع نواحي الفيلم، والموسيقى الغير تقليدية ساعدت في الوصول إلى تلك الغاية». تضمنت ذروة الفيلم والمشهد الختامي أغنية "?Where Is My Mind" لفرقة Pixies.
ذكر بولانيك بأن ترينت ريزنور كان مهتما بتأليف الموسيقى للفيلم ولكن كان لديه التزاماتٌ أخرى آنذاك.

## الإصدار

### التسويق
انتهى التصوير في ديسمبر 1998، وقام ديفيد فينشر بتحرير اللقطات في أوائل عام 1999 من اجل عرض الفيلم على كبار التنفيذيين في الاستوديو. لم يتلقى المسؤولون الفيلم بشكلٍ إيجابي وشعروا بالقلق من أن الفيلم لن يجذب الجمهور. وذكر المنتج لينسن، الذي أيد الفيلم، بأن ردهم كان: «الكثير من أحداث نادي القتال مثيرة للقلق، لا يمكن لأي مجموعة من المديرين التنفيذيين حصرها». لكم بالرغم من ذلك، كان من المقرر إصدار الفيلم في يوليو 1999 لكن تم تغيير موعد الإصدار إلى 6 أغسطس، 1999. أجل الاستوديو موعد الإصدار مرةً أخرى إلى الخريف، بحجة الجدول الصيفي المزدحم وبعض التأخير في عملية ما بعد الإنتاج. عزا البعض هذا التأجيلات إلى مذبحة ثانوية كولومباين التي حدثت في أبريل من نفس السنة.
لاقى المسؤولون عن التسويق في 20th Century Fox صعوبة في تسويق الفيلم وعند مرحلة ما كان سيتم تسويق الفيلم باعتباره فيلم فني، حيث اعتبروا بأن الفيلم موجه بالأساس للمشاهدين الذكور نظرا لكمية العنف فيه وكانوا يعتقدون بأن حتى براد بيت لن ينجح في استقطاب جمهور الإناث. أظهر العرض التجريبي بأن الفيلم جذب المراهقين غالبا. رفض فينشر بأن تركز البوسترات والمقاطع الدعايات على براد بيت فقط وشجع الأستوديو على الاستعانة بشركة Wieden+Kennedy للدعاية والإعلان من اجل وضع خطة تسويقية، اقترحت الشركة قالب صابون زهري اللون مطبوعا عليه اسم الفيلم "Fight Club" واعتمادها كصورة أساسية لتسويق الفيلم، اعتبر المسؤولين في شركة فوكس الاقتراح كـ «دعابة سيئة». قام فينشر بنشر مقطعيين دعائيين على شكل إعلان خدمة عامة مزيف يظهر فيه بيت ونوترون، اعتقد الأستديو بأن المقاطع لم تسوق للفيلم بالشكل المطلوب. عوضا عن ذلك، قام الأستديو بوضع ميزانية بقيمة 20 مليون دولار لتمويل حملة دعائية على مستوى كبير للمؤتمرات الصحفية، الملصقات، اللوحات الإعلانية، بالإضافة إلى الدعايات تلفزيونية التي ركزت على مشاهد القتال. قام الاستديو بالدعاية للفيلم عن طريق قنوات الكيبل خلال بث عروض الدبليو دبليو إي، الأمر الذي اعترض عليه فينشر بسبب إعطائه انطباعا خاطئً عن الفيلم. كان لينسن مؤمنا بأن هذه الحملة «الغير مدروسة والأحادية الإتجاه» التي وضعها مسؤول التسويق في الاستوديو روبرت هاربر ساهمت إلى حدٍ كبير في أداء الفيلم الفاتر في شباك التذاكر الأمريكي.

### العرض السينمائي
عرض الاستوديو الفيلم لأول مرة في مهرجان فينيسيا السينمائي السادس والخمسون في سبتمبر 1999. للإصدار السينمائي الأمريكي، استأجر الاستوديو المجموعة القومية للبحوث من اجل العرض التجريبي للفيلم، توقعت المجموعة بأن الفيلم سيحصد ما بين 13 مليون دولار و 15 مليون دولار في إسبوعه الافتتاحي. صَدر نادي القتال في الولايات المتحدة وكندا بتاريخ 15 أكتوبر، 1999 حيث حصد 11,035,485 دولار من 1,963 صالة عرض في إسبوعه الأول. احتل الفيلم المرتبة الأولى في شباك التذاكر نهاية الاسبوع، متجاوزا Double Jeopardy و The Story of Us. كانت نسبة جنس مشاهدي الفيلم 61٪ من الذكور و 39٪ للإناث؛ و58٪ من الجماهير كانوا دون سن الـ 21.
على الرغم من حصوله على المركز الأول، الإ أن الإبرادات لم ترتقي لمستوى توقعات الاستوديو. خلال الأسبوع الثاني، انخفضت إيرادات الفيلم بنسبة 42.6٪، حيث بلغت 6,335,870 دولار. مقارنةً مع ميزانية الإنتاج البالغة 63 مليون دولار، حقق الفيلم 37 مليون دولار في الولايات المتحدة وكندا، ليبلغ إجمالي الأيرادات العالمي 100.9 مليون دولار. أدى الأداء المخيب للفليم في أمريكا الشمالية إلى توتر العلاقة بين رئيس الاستوديو 20th Century Fox بيل ميكانيك ورئيس الإعلام التنفيذي روبرت مردوخ، مما أدى في نهاية المطاف إلى استقالة ميكانيك في يونيو 2000.
راجع المجلس البريطاني لتصنيف الأفلام الفيلم قبل إصداره في 1 نوفمبر، 1999 في المملكة المتحدة وإزال مشهدين ينطويان على «التمتع والحماسة خلال ضرب رجلٍ أعزل والتسبب بإصابات خطيرة له». في النهاية صَنف المجلس الفلم بشهادة 18، ليقتصر العرض فقط على البالغين في المملكة المتحدة. لم يُخضع المجلس الفيلم لرقابة أكثر من ذلك، وتم إقصاء إدعاءات مفادها بأن نادي القتال يحتوي على معلومات إرشادية خطيرة وبأنه قد «يُشجع على سلوك معاد للمجتمع». كان قرار المجلس النهائي، «الفيلم ككل -وبشكل واضح- ينتقد ويسخر بحدة من حُب الفاشية، الظاهر في أجزاء من الفيلم، والموضوع الرئيسي المرتكز على رجولة الذكر (والسلوك المعادي للمجتمع النابع منها) مرفوض بشكل قاطع من جانب الشخصية المحورية في نهاية الفلم». تم إعادة المشهدين المحذوفين عند إصدار أقراص الـ DVD في المملكة المتحدة في مارس 2007.

### الإصدار المنزلي
أشرف فينشر بنفسه على عملية إنتاج الأقراص الفيديو الرقمية، حيث كان من أوائل المخرجين الذين شاركوا في عملية الإصدار المنزلي للأفلام. صَدر الفيلم في طَبعتين رقميتين، احتوت طبعة القرص الواحد على مسار تعليقي، بينما احتوت طبعة القرصين الخاصة على مسار تعليقي، مشاهد من خلف الكواليس، مشاهد محذوفة، إعلان الفيلم، وإعلانات الخدمة العامة المزيفة، وفيديو الموسيقي الترويجي بعنوان «هذه هي حياتك»، وصور ، والسير الذاتية لطاقم العمل، ألواح القصة، ومواد إعلانية أيضا. عَمل المخرج على الأقراص الرقمية كطريقة لإنهاء رؤيته للفيلم، وقالت جولي ماركل، نائبة رئيس قسم تطوير الإبداعي، بإن عملية التغليف استكملت رؤية المخرج: «غاية الفيلم هو إثارة التساؤلات، لذلك يحاول الغلاف عكس تجربة ينبغي عليك أن تجربها بنفسك، كلما نظرت إليها أكثر، كلما خَرجت منها بأكثر». قام الإستوديو بتطوير عملية التغليف لمدة شهرين، وقد غُلفت طبعة القرصين الخاصة لتبدو مغطاة بورق بني اللون طُبع عليه عنوان الفيلم "Fight Club" بشكل مائل وعليه عقدة من الخيوط الرفيعة، قالت ماركل: «أردنا أن يكون التغليف بسيطًا من الخارج بحيث يكون هناك انفصاما بين البساطة في التغليف الورقي البني وما هو بالداخل من حدة وفوضى»، وقد وصفت ديبورا ميتشل، نائبة رئيس قسم التسويق، التصميم قائلة: «من ناحية البيع بالتجزئة، أغلفة الأقراص لها حضور مدهش على رفوف المتاجر».
حاز الفيلم على جوائز جمعية النقاد السينمائيين على الإنترنت عام 2000 لأفضل إصدار رقمي، أفضل تعليق دي في دي، وأفضل إضافات خاصة. وضعت Entertainment Weekly طبعة القرصين في المرتبة الأولى على قائمة «أهم 50 أصدار رقمي» عام 2001، حيث منحت أعلى الدرجات للمحتوى الإضافي والجودة التقنية للصوت والصورة. عندما نفدت طبعات القرصين، أعاد الأستوديو إصدارها في 2004 بناءًَ على طلب المعجبين. باع الفيلم أكثر من 6 ملايين نسخة على أقراص الدي في دي وأشرطة الفيديو في السنوات العشر الأولى، مما جعله واحداً من أكثر الإصدارات المنزلية مبيعاً في تاريخ الأستوديو، بالإضافة إلى تحقيق ربح بلغ أكثر من 55 مليون دولار من إيجارات أقراص الدي في دي وأشرطة الفيديو. بأداء ضعيف في شباك التذاكر في الولايات المتحدة وكندا، وأداء أفضل في أقاليم أخرى وبإصدار الدي في دي الناجح للغاية، ولّد الفيلم ربحاً يبلغ 10 ملايين دولار للاستوديو.
تم إصدار نسخة قرص البلو راي في الولايات المتحدة في 17 نوفمبر، 2009. اختار قسم شركة Fox الإبداعي Neuron Syndicate للتصميم الفني للغلاف، حيث Neuron Syndicate خمسة فنانين مختصين في فن الغرافيتي لرسم 30 قطعة فنية. يفتتح قرص إصدار البلو راي بشاشة القائمة لفيلم لم تقبل من قبل من بطولة درو باريمور قبل أن يقود إلى شاشة القائمة الفعلية لـ نادي القتال. حصل ديفيد فينشر على الإذن من باريمور لوضع شاشة القائمة الوهمية.

## الإستقبال النقدي
نوقش نادي القتال بشراسة من قبل النقاد بعد عرضه الأول في مهرجان البندقية السينمائي الدولي السادس والخمسون. ذكرت صحيفة، «أحبّه وكرهه العديد بدرجات متساوية». وقد أعرب بعض النقاد عن قلقهم من أن الفيلم سيحرض على تقليد السلوك، مثل السلوك الذي شوهد بعد العرض الأول لفيلم برتقالة آلية في بريطانيا من قبل ما يقرب الثلاث عقود. عند الإصدار السينمائي للفيلم، ذكرت صحيفة The Times كردة فعل: «لمس الفيلم عصبً حساس في النفس الذكورية تم نفاشه في الصحف في جميع أنحاء العالم». على الرغم من أن منتجي الفيلم وصفوه بأنه «صورة دقيقة للرجال في التسعينات»، وصفه بعض النقاد بأنه «غير مسؤول ومروّع». كتب كريستوفر غودوين لصحيفة Australian: «يبدو أن نادي القتال سيكون فكرة هوليوود السائدة والأكثر إثارة للجدل حول العنف منذ فيلم برتقالة آلية لستانلي كوبريك».
أشادت جانيت ماسلين محررة في صحيفة نيويورك تايمز بإخراج فيشر وتحريره للفيلم، حيث كتبت أن الفيلم يحمل رسالة عن "الرجولة المعاصرة"، وأنه إذا لم يتم مشاهدة الفيلم بعمق فإنه من الممكن أن يُساء فهمه على أنه يشجع على العنف والعدمية. كما عقب روجر إيبرت لصحيفة Chicago Sun-Times أن نادي القتال عميق وقوي، وأنه "كنزهة مثيرة متنكرة بالفلسفة والحكمة" والتي لا يقدرها معظم المشاهدين. اعترف إيبرت لاحقا بأن الفيلم كان "محبوبا من قِبل الأغلبية وليس بالنسبة لي". أبدى جاي كار من صحيفة The Boston Globe رأيه بأن الفيلم بدأ "بضجة هائلة وبراعة في التصوير بشكل فعال"، ولكن تدريجيًا أصبح "سخيف بشكل كبير". ديفيد انسن من صحيفة Newsweek وصف الفيلم بأنه "مزيج شنيع من البراعة الفنية والفلسفة الصبيانية والسخرية الحادة والإفراط الشعوري" واعتقد بأن النهاية كانت طموحة جدا. أما ريتشارد شيكل من صحيفة Time وصف مشاهد المخرج بأنها مظلمة وكئيبة: "إذ إنها تفرض التفاوت بين عقم حياة الشخصيات السطحية وكذلك حياتهم السرية، الماء، حتى لو كان ملوثا، هو مصدر الحياة، والدم، رغم انسكابه الدائم وإهداره بدون اهتمام، هو رمزٌ لعيش الحياة بالكامل". ولنوضح هذه النقطة: إنه من الأفضل أن تحيا مبتلاً على أن تحيا جافًا." كما أشاد شيكل بأداء براد بيت وإدوارد نورتن ولكنه انتقد "التحايل التقليدي" لطريقة الظهور التدريجي في الفيلم وكذلك الفشل في جعل شخصية هيلينا بونهام كارتر مثيرة للاهتمام.
استعرض غاري كرودوس من مجلة Cineaste، مُعلقا: «أشاد العديد من النقاد بنادي القتال، واصفين إياه بأنه أحد أكثر الأفلام المثيرة، والمبتكرة، والمحرضة للفكر لهذه السنة»، وكتب عن الآراء السلبية: «في حين حظي الفيلم بأنصارٍ نن النقاد، كان المهاجمين الناقدين له أكثر صخباً، كانوا عبارة عن جوقة سلبية والتي أصبحت هيستيرية حول ما ظنوا أنها مشاهد اشتباك تصويرية مبالغٌ فيها.. شعروا بأن هذه المشاهد ما هي إلا تعظيم طائش للوحشية، وتصوير غير مسؤول أخلاقياً، حيث كانوا يخشون أن هذا قد يؤثر على المشاهدين الشبان ويشجعهم على تأسيس نوادي قتال الحقيقية خاصة بهم لضرب بعضهم البعض بلا معنى».
ترشح نادي القتال لجائزة الأوسكار لأفضل مونتاج صوتي عام 2000 ولكنه خسرها لصالح فيلم الماتريكس. حصلت بونام كارتر على جائزة إمباير لأفضل ممثلة بريطانية. رشّحت جمعية النقاد السينمائيين على الإنترنت (Online Film Critics Society) الفيلم لجائزة أفضل فيلم، أفضل إخراج، أفضل ممثل (نورتون)، أفضل مونتاج، وأفضل نص مُقتبس. على الرغم من أن الفيلم لم يحصل على أيٍ من هذه الجوائز إلا أن الجمعية أدرجته ضمن قائمة أفضل عشرة أفلام لعام 1999. تم ترشيح الفيلم أيضاً لجائزة بريت عن فئة أفضل موسيقى تصويرية لكنه خسرها لصالح نوتينغ هيل.
حصل الفيلم على نسبة 80% على موقع الطماطم الفاسدة بناءً على 160 مراجعة بمتوسط 7.4 من 10 وكان الإجماع النقدي للموقع: «الأداء القوي، والإخراج المميز، والتصميم الإنتاجي الدقيق، جعلوا من Fight Club رحلةً جامحة». على موقع ميتاكريتيك حصل الفيلم على 66 من 100 بناءً على 35 مراجعة نقدية.

## التأثير الثقافي
كان نادي القتال أحد أكثر الأفلام ضجة وإثارة للجدل في التسعينيات. كغيره من أفلام نفس السنة مثل ماغنوليا، عيون مغلقة على اتساعها، أن تكون جون مالكوفيتش وثلاثة ملوك، اُعْتُبِر الفيلم كعملٍ سينمائي مُبدع في الشكل والأسلوب حيث تم استخدام التقنيات الجديدة في تكنولوجيا صناعة الأفلام. بعد العرض السينمائي للفيلم، أصبح أكثر شهرة عن طريق حديث الناس عنه، والاستقبال الإيجابي لإصدار الأقراص الرقمية جعل الفيلم أحد أكثر الافلام شعبية والتي توقع ديفيد انسن من Newsweek لهذه الشهرة أن تدوم. أدى نجاح الفيلم لشهرة بولانيك حول العالم.
بعد إصدار الفيلم وردت تقارير عن افتتاح العديد من نوادي القتال في الولايات المتحدة، في مينلو بارك، كاليفورنيا عام 2000 تم افتتاح «نادي قتال السادة»، وكان معظم أعضائه من صنآع التكنولوجيا الحديثة، كما بادرت مجموعات من المراهقين في كل من تكساس ونيوجيرسي ومدينة واشنطن وألاسكا بافتتاح نوادي القتال، وبث بعض فيديوهات القتال في هذه النوادي على الإنترنت؛ الأمر الذي قاد السلطات إلى إغلاق تلك النوادي. وفي 2006، اُصيب مشارك من مدرسة محلية عليا في نادي قتال في أرلينغنتون، تكساس، وقد أدت مبيعات تسجيل هذا القتال إلى اعتقال ستة مراهقين. كما بدأ نادي للقتال في جامعة برينستون حيث كانت تقام المعارك في الحرم الجامعي. يُعتقد بأن الفيلم كان المؤثر الرئيسي على لوك هيلدر، الطالب الجامعي الذي زرع قنابل أنبوبية في صناديق البريد في 2002، حيث هدف هيلدر هو خلق نمط سمايلي في خريطة الولايات المتحدة على غرار المشهد في الفيلم حيث تم تخريب بناية لتحصل على شكل سمايلي في سطحها الخارجي. في 16 يوليو، 2007 أنشا مراهق في سن السابعة عشرة والذي ناديه الخاص للقتال في مانهاتن، واتُهِم بتفجير قنبلة منزلية الصنع خارج أحد مقاهي ستاربكس في الجانب الشرقي العلوي في مايو، 2009، أعلنت إدارة شرطة نيويورك بأن المشتبه به كان يحاول تقليد «مشروع الفوضى».
عام 2003، أدرجت مجلة Men's Journal الفيلم في قائمة «أفضل 50 فيلم من أفلام الرجال على الإطلاق». وفي عامي 2004 و2006 تم التصويت لفيلم بواسطة قراء مجلة Empire ليحتل الترتيب الثامن والتاسع كأعظم فيلم على الإطلاق، تواليا. في 2007 صنفت مجلة Total Film نادي القتال بأنه «أفضل فيلم في عصرنا الحالي» خلال الاحتفال بالذكرى العاشرة للمجلة. في 2007 أيضا وضعت مجلة Premiere جُملة تايلر ديردن «القاعدة الأولى لنادي القتال: لا تتحدث عن نادي القتال» في المرتبة الـ 27 في قائمة أعظم الاقتباسات السينمائية في التاريخ. في 2008، وضع قُراء مجلة Empire تايلور ديردن في صدارة قائمة أفضل مئة شخصية سينمائية في التاريخ. وضعت Empire أيضا الفيلم في المرتبة العاشرة في قائمة أعظم الأفلام على الإطلاق التي صدرت في عدد عام 2008.

### ترشيحاتمعهد الفيلم الأمريكي
- سلسلة 100 عام لمعهد الفيلم الأمريكي...100 اقتباس سينمائي -- «القاعدة الأولى لنادي القتال: لا تتحدث عن نادي القتال».
- سلسلة 100 عام لمعهد الفيلم الأمريكي...100 فيلم (طبعة الذكرى العاشرة)

## وصلات خارجية
- نادي القتال على موقع IMDb (الإنجليزية)
- نادي القتال على موقع ميتاكريتيك (الإنجليزية)
- نادي القتال على موقع الموسوعة البريطانية (الإنجليزية)
- نادي القتال على موقع روتن توميتوز (الإنجليزية)
- نادي القتال على موقع نتفليكس (الإنجليزية)
- نادي القتال على موقع قاعدة بيانات الأفلام العربية
- نادي القتال على موقع ألو سيني (الفرنسية)
- نادي القتال على موقع Turner Classic Movies (الإنجليزية)
- نادي القتال على موقع أول موفي (الإنجليزية)
- نادي القتال على موقع بوكس أوفيس موجو (الإنجليزية)